# أولوف تونبرغ
أولوف تونبرغ (بالسويدية: Olof Thunberg) هو مخرج وممثل سويدي، ولد في 21 مايو 1925 في فيستيروس في السويد.

## أعمال

### أفلام
- (1963) ضوء الشتاء

## وصلات خارجية
- أولوف تونبرغ على موقع IMDb (الإنجليزية)
- أولوف تونبرغ على موقع ميوزك برينز (الإنجليزية)
- أولوف تونبرغ على موقع أول موفي (الإنجليزية)
- أولوف تونبرغ على موقع قاعدة بيانات الأفلام السويدية (السويدية)
- أولوف تونبرغ على موقع ديسكوغز (الإنجليزية)
- أولوف تونبرغ على موقع قاعدة بيانات الفيلم (الإنجليزية)
- أولوف تونبرغ على موقع كينوبويسك (الروسية)